# Nisenan
Nisenan (Nishinam, Southern Maidu Nishinam; od nisenani, 'our relations'), jedno od plemena Maidu Indijanaca, porodice pujunan, naseljeni u stara vremena uz rijeke American, Bear i Yuba, odnosno između rijeke Sacramento na zapada i Sierra Nevade na istoku.  Iako se ovaj dio Maidua na neki način razlikuje od sjevernih ogranaka, sva je ova porodica (Pujunan) toliko slična u svakom pogledu da bi čak i bez činjenice potpunog jezičnog jedinstva koje predstavljaju bilo nelogično razdvajati ih.
Nisenani su bili sakupljači žira (od kojega se proizvodio acorn bread; kruh od žira), voća, i bobica. Ribu su hvatali po rijekama i potocima, i pri tom se služili kanuima od tule-trske, mrežama i harpunama. Jelene i antilope, kao i manju divlječ također su hvatali.
Za Nisenane i ostale Maidu skupine smatra se da su na području Kalifornije prisutni najmanje 2000 godina. Sela su im bila velika a nastambe kupolastog oblika, prekrivene zemljom ili trskom-tule. Ova sela mogla su imati i po 500 stanovnika, a nastambe i po 50 stopa (15 metara) u promjeru.

## Lokalne divizije i sela
Hodge Kaže “Nishinamske divizije i sela, koja su nekada bila naseljena i brojna duž Bear rivera, su sljedeća: Divizije - Koloma, Pusune, Vesnak i Wapumne. Sela — Bushamul, Chuemdu, Hamitinwoliyu, Intanto, Kaluplo, Kapaka, Lelikian, Lidlipa, Mulamchapa, Opelto, Pakanchi, Pulakatu, Shokumimlepi, Shutamul, Solakiyu, Talak, Toanimbuttuk i Yokolimdu.”
Swanton navodi sela
- Bamo, jugozapadno od Placervillea.
- Bushamul, na rijeci Bear ispod podnožja.
- Chapa, između južnog i srednjeg račvanja rijeke American.
- Chikimisi, na ogranku sjevernog račvanja rijeke Cosumnes.
- Chuemdu, na rijeci Bear ispod podnožja.
- Ekele-pakan, zapadno od Placervillea.
- Helto, na istočnom ogranku rijeke Feather.
- Hembem, na sjevernom račvanju rijeke American.
- Homiting, na rijeci Bear ispod podnožja.
- Honkut, na rijeci Feather sjeverno od Marysvillea.
- Hoko, na rijeci Feather ispod Marysvillea.
- Indak, u Placervilleu.
- Intanto, na rijeci Bear ispod podnožja.
- Kaluplo, na Medvjeđoj rijeci ispod podnožja.
- Kapaka, na Medvjeđoj rijeci ispod podnožja.
- Kolo-ma, na južnom račvanju rijeke American.
- Kulkumish, u Colfaxu.
- Kushna, na južnom račvanju rijeke Yuba.
- Lelikian, na Medvjeđoj rijeci ispod podnožja.
- Lidlipa, na Medvjeđoj rijeci ispod podnožja.
- Mimal, na rijeci Feather južno od Marysvillea.
- Molma, u Auburnu.
- Mulamchapa, na rijeci Bear ispod podnožja.
- Okpa, na rijeci Feather ispod Marysvillea.
- Ola, na istočnoj obali rijeke Sacramento iznad ušća rijeke Feather.
- Oncho-ma, južno od Placervillea.
- Opelto, na rijeci Bear ispod podnožja.
- Opok, na sjevernom račvanju rijeke Cosumnes.
- Pakanchi, na rijeci Bear ispod podnožja.
- Pan-pakan, na južnom ogranku rijeke Yuba.
- Pitsokut, sjeverozapadno od rijeke American na sredini puta između Auburna i Sacramenta.
- Pulakatu, na Medvjeđoj rijeci ispod podnožja.
- Pushuni, sjeveroistočno od Sacramenta.
- Seku-mni, na donjem toku rijeke American.
- Shokumimlepi, na rijeci Bear ispod podnožja.
- Shutamul, na rijeci Bear ispod podnožja.
- Sisum, na rijeci Feather ispod Marysvillea.
- Siwim-pakan, u unutrašnjosti između srednjeg i južnog račvanja rijeke American.
- Solakiyu, na rijeci Bear ispod podnožja.
- Taisida, jugoistočno od Marysvillea.
- Talak, na Medvjeđoj rijeci ispod podnožja.
- Tomcha, na istočnoj strani rijeke Feather iznad Marysvillea.
- Tonimbutuk, na rijeci Bear ispod podnožja.
- Toto, na istočnom ogranku rijeke Feather.
- Tsekankan, u Grass Valleyu.
- Tumeli, na južnom račvanju rijeke American sjeveroistočno od Placervillea.
- Usto-ma, istočno od Grass Valleya.
- Wapumni, blizu srednjeg toka rijeke Cosumnes.
- Wokodot, na južnom ogranku rijeke Yuba sjeveroistočno od Grass Valleya.
- Woliyu, na rijeci Bear ispod podnožja.
- Yalisu-mni, na donjem toku South Fork of American River.
- Yamakü, u blizini spoja južnog račvanja rijeke American s glavnim tokom.
- Yikulme, na rijeci Feather iznad ušća rijeke Bear.
- Yodok, na spoju južnog račvanja rijeke American s glavnim tokom.
- Yokolimdu, na rijeci Bear ispod podnožja.
- Yükülü, na donjem toku Južnog račvanja rijeke American.
- Yupu, blizu Marysvillea.